# كونية

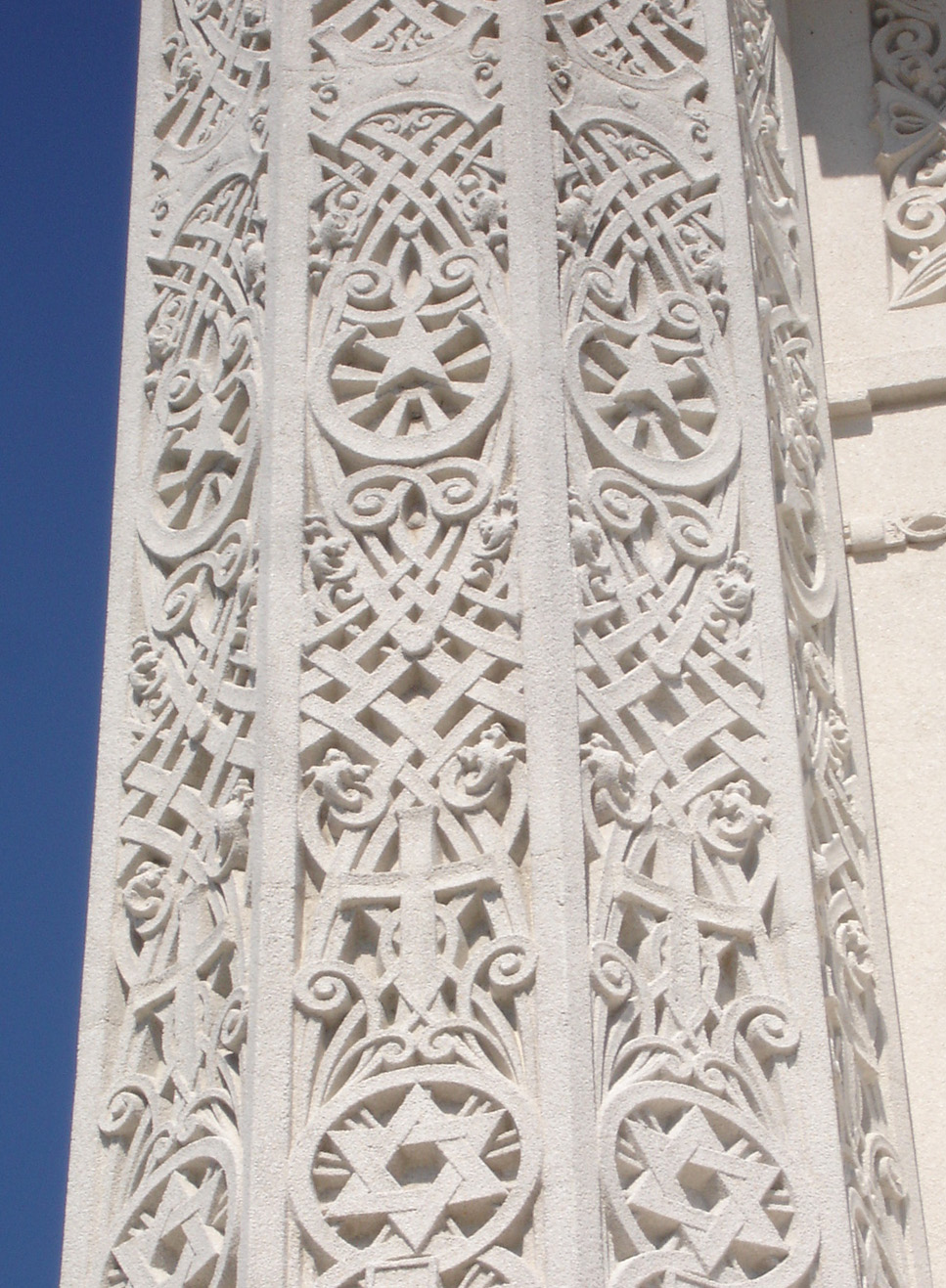
جانب من ويلميت كيف

الكونية مصطلح يرمز إلى مفاهيم دينيّة وفلسفيّة حول الكون («ما ينطبق على كلّ شيء»). إنّه مصطلح يقوم باعتماد نظريّات حول جميع الناس في كينونتهم. في الدين، تعتبر «الكونيّة» مبدأ يؤكّد انصياع جميع الناس تحت ارادة ورعاية الخالق، وتؤكّد على أنّ الكون تحت تصرّف الخالق.
إنّ الكنيسة أو المدرسة الدينيّة التي تعتبر نفسها كونية تؤمن بالتقارب بين الأديان وتتخذ وضعيّة تسامحيّة في هذا المجال. ومن تلك المدارس الديانات السماوية الثلاث، الإسلام والمسيحيّة واليهوديّة. وبشكل عام، فإنّ مختلف الأديان تجمع على أنّ الكونيّة مفهوم ربّاني غير قابل للاشتمال ضمن نطاق أيّ ديانة أو حضارة كانت.

## المسيحيّة
في المسيحيّة، ترمز الكونيّة إلى اعتبار أنّ جميع الخلق يمكن أن يحفظوا بارادة المسيح عيسى ويدخلوا في ملكوت الله. زمن المفاهيم المقاربة، المعاد حيث يقوم على الإيمان بأنّ الله سوف يعيد جميع الخلق إليه بما فيهم إبليس. عرفت المسيحيّة القديمة ستّة مدارس منها (الإكسندريّة، انطاكية، قيصريّة، وإدسّا) التي كانت تدرّس الكونيّة. وقد نشأت في القرنين السابع عشر والثامن عشر في أوروبا وأميركا انقلابات مسيحيّة قامت بتغيير مبادئ الكونيّة وعرف أصحابها بالكونيين.

## الإسلام
يؤمن المسلمون أنّ الله قد أرسل الآيات والبراهين إلى رسله عبر التاريخ، حيث كان آخرها القرآن الكريم الذي أرسل إلى محمد خاتم الأنبياء، حيث كانت رسالته هي آخر الرسالات وأتمها، جاءت لتحقق كمال الإنسان ورقيّه، من خلال رسالة الإسلام (الذي يعني الخضوع لله). إنّ الإسلام اعترف بوضوح بشرعيّة صحّة الديانات السماويّة السّابقة ومنها المسيحية واليهوديّة. لكنّ الإسلام يعتبر أنّ تلك الديانات قد حرّفت عبر الزمن وأنّها لا تعكس أصلها في الوقت الحاضر.
اعتمد الرسول محمد وخلفاؤه نظام الذمة الذي يشمل غير المسلمين الذين يعيشون تحت راية الإسلام، ويقوم ذلك على مبدأ العدالة والمساواة وحقن الدماء وحفظ الأنفس حسب تعاليم الله في القرآن. فالقرآن يصنّف المسيحيين واليهود كأهل الكتاب ومن الذين يعتبرهم الإسلام كمجموعات دينيّة. وقد امتدت لائحة المجموعات لتشمل الهندوس وغيرهم في بعض مراحل الحكم الإسلامي.
لذلك يعتبر الإسلام من حاملي مبدأ الكونيّة والمؤمنين به من خلال اعترافه بأنّ الله يمنّ بنعمه على كلّ الناس، ولو كان المسلمين يؤمنون بأنّ الله لن ينجّي الجميع يوم القيامة.

## وصلات خارجية
- http://science-islam.net/article.php3?id_article=512&lang=ar
- http://www.biblioislam.net/ar/Elibrary/FullText.aspx?tblid=2&id=23440
- http://www.maaber.org/tenth_issue/editorial.htm
- http://www.islamic-sufism.com/article.php?id=452